# Satoru Ōtomo
Pour les articles homonymes, voir Satoru et Ōtomo.
Satoru Ōtomo (大友 哲, Ōtomo Satoru), ou Satoshi Ōtomo, né le 19 décembre 1957, à Mitaka, au Japon, est un astronome amateur japonais. Il habite et son observatoire se trouve à Kiyosato, dans la préfecture de Yamanashi.
Il est crédité par le Centre des planètes mineures pour la découverte de 148 astéroïdes entre 1991 et 1997, dont quinze avec Osamu Muramatsu.
L'astéroïde (3911) Otomo est nommé en son honneur.

## Astéroïdes découverts
| (5337) Aoki[1]            | 6 juin 1991       |
| (5377) Komori[1]          | 17 mars 1991      |
| (5379) Abehiroshi[1]      | 16 avril 1991     |
| (5488) Kiyosato           | 13 novembre 1991  |
| (5561) Iguchi             | 17 août 1991      |
| (5605) Kushida            | 17 février 1993   |
| (5606) Muramatsu          | 1er mars 1993     |
| (5829) Ishidagoro[1]      | 11 février 1991   |
| (5922) Shouichi           | 21 octobre 1992   |
| (5973) Takimoto           | 17 août 1991      |
| (6043) Aurochs            | 9 septembre 1991  |
| (6138) Miguelhernández[1] | 14 mai 1991       |
| (6336) Dodo               | 21 octobre 1992   |
| (6410) Fujiwara           | 29 novembre 1992  |
| (6494) 1992 NM            | 8 juillet 1992    |
| (6520) Sugawa[1]          | 16 avril 1991     |
| (6729) Emiko              | 4 novembre 1991   |
| (6790) Pingouin           | 28 septembre 1991 |
| (6830) Johnbackus[1]      | 5 mai 1991        |
| (6860) Sims[1]            | 11 février 1991   |
| (6866) Kukai              | 12 février 1992   |
| (6880) Hayamiyu           | 13 octobre 1994   |
| (6910) Ikeguchi[1]        | 17 mars 1991      |
| (6917) 1993 FR2           | 29 mars 1993      |
| (6922) Yasushi            | 27 mai 1993       |
| (6969) Santaro            | 4 novembre 1991   |
| (6970) Saigusa            | 10 janvier 1992   |
| (6975) Hiroaki            | 25 août 1992      |
| (6976) Kanatsu            | 23 mai 1993       |
| (7137) Ageo               | 4 janvier 1994    |
| (7143) Haramura           | 17 novembre 1995  |
| (7201) Kuritariku         | 25 octobre 1994   |
| (7203) Sigeki             | 27 février 1995   |
| (7291) Hyakutake          | 13 décembre 1991  |
| (7592) Takinemachi        | 23 novembre 1992  |
| (7597) Shigemi            | 14 avril 1993     |
| (7769) Okuni              | 4 novembre 1991   |
| (7953) Kawaguchi          | 20 mai 1993       |
| (8187) Akiramisawa        | 15 décembre 1992  |
| (8212) Naoshigetani       | 6 mars 1995       |
| (8276) Shigei[1]          | 17 mars 1991      |
| (8374) Horohata           | 10 janvier 1992   |
| (8397) Chiakitanaka       | 8 décembre 1993   |
| (8668) Satomimura[1]      | 16 avril 1991     |
| (8708) 1994 DD            | 17 février 1994   |
| (8724) Junkoehara         | 17 septembre 1996 |
| (8855) Miwa[1]            | 3 mai 1991        |
| (8862) Takayukiota        | 18 octobre 1991   |
| (9041) Takane[1]          | 9 février 1991    |
| (9044) Kaoru[1]           | 18 mai 1991       |
| (9060) Toyokawa           | 4 septembre 1992  |
| (9191) Hokuto             | 13 décembre 1991  |
| (9216) Masuzawa           | 1er novembre 1995 |
| (9407) Kimuranaoto        | 28 novembre 1994  |
| (9673) Kunishimakoto      | 25 octobre 1997   |
| (9866) Kanaimitsuo        | 15 octobre 1991   |
| (9886) Aoyagi             | 8 novembre 1994   |
| (9960) Sekine             | 4 novembre 1991   |
| (9972) Minoruoda          | 26 mai 1993       |
| (10141) Gotenba           | 5 novembre 1993   |
| (10148) Shirase           | 14 avril 1994     |
| (10152) Ukichiro          | 11 septembre 1994 |
| (10353) Momotaro          | 20 décembre 1992  |
| (10540) Hachigoroh        | 13 novembre 1991  |
| (10568) Yoshitanaka       | 2 février 1994    |
| (10572) Kominejo          | 8 novembre 1994   |
| (10602) Masakazu          | 16 octobre 1996   |
| (10849) Onigiri           | 25 janvier 1995   |
| (10859) 1995 GJ7          | 1er avril 1995    |
| (11076) 1992 UR           | 21 octobre 1992   |
| (11110) 1995 VT1          | 2 novembre 1995   |
| (11301) 1992 XM           | 14 décembre 1992  |
| (11527) 1991 VU4          | 5 novembre 1991   |
| (11544) 1992 UD3          | 26 octobre 1992   |

| (11568) 1993 GL                                   | 14 avril 1993     |
| (11910) 1992 KJ                                   | 28 mai 1992       |
| (12304) 1991 SR1                                  | 19 septembre 1991 |
| (12316) 1992 HG                                   | 27 avril 1992     |
| (12338) 1992 XE                                   | 14 décembre 1992  |
| (12351) 1993 JD                                   | 14 mai 1993       |
| (12371) 1994 GL9                                  | 14 avril 1994     |
| (12402) 1995 PK                                   | 3 août 1995       |
| (12417) 1995 TC8                                  | 2 octobre 1995    |
| (12721) 1991 PB                                   | 3 août 1991       |
| (12733) 1991 TV1                                  | 13 octobre 1991   |
| (12736) 1991 VC3                                  | 13 novembre 1991  |
| (12737) 1991 VW4                                  | 10 novembre 1991  |
| (13078) 1991 WD                                   | 17 novembre 1991  |
| (13542) 1991 VC5                                  | 10 novembre 1991  |
| (13563) 1992 UW                                   | 21 octobre 1992   |
| (13575) 1993 GN                                   | 14 avril 1993     |
| (13614) 1994 VF2                                  | 8 novembre 1994   |
| (13967) 1991 QJ                                   | 31 août 1991      |
| (14001) 1993 KR                                   | 26 mai 1993       |
| (14044) 1995 VS1                                  | 1er novembre 1995 |
| (14465) 1993 NB                                   | 15 juillet 1993   |
| (14480) 1994 PU1                                  | 11 août 1994      |
| (14485) 1994 RK11                                 | 11 septembre 1994 |
| (14488) 1994 TF15                                 | 13 octobre 1994   |
| (14549) 1997 TM27                                 | 8 octobre 1997    |
| (14553) 1997 UD25                                 | 27 octobre 1997   |
| (14554) 1997 UE25                                 | 27 octobre 1997   |
| (14891) 1991 VY4                                  | 5 novembre 1991   |
| (14892) 1991 VE5                                  | 4 novembre 1991   |
| (15297) 1992 CF                                   | 8 février 1992    |
| (15307) 1992 XK                                   | 15 décembre 1992  |
| (15751) 1991 VN4                                  | 10 novembre 1991  |
| (15758) 1992 FT1                                  | 30 mars 1992      |
| (15776) 1993 KO                                   | 20 mai 1993       |
| (16545) 1991 RN4                                  | 9 septembre 1991  |
| (16580) 1992 HA                                   | 21 avril 1992     |
| (16628) 1993 KF                                   | 16 mai 1993       |
| (16679) 1994 EQ2                                  | 14 mars 1994      |
| (16685) 1994 JU8                                  | 8 mai 1994        |
| (16697) 1995 CQ                                   | 1er février 1995  |
| (17512) 1992 RN                                   | 4 septembre 1992  |
| (17598) 1995 KE2                                  | 23 mai 1995       |
| (17619) 1995 VT                                   | 1er novembre 1995 |
| (18454) 1995 BF1                                  | 23 janvier 1995   |
| (18512) 1996 SO7                                  | 17 septembre 1996 |
| (19187) 1991 VU2                                  | 4 novembre 1991   |
| (19209) 1992 UW2                                  | 25 octobre 1992   |
| (19242) 1994 CB1                                  | 3 février 1994    |
| (19260) 1995 GT                                   | 4 avril 1995      |
| (20057) 1993 GC                                   | 13 avril 1993     |
| (22328) 1991 VJ1                                  | 4 novembre 1991   |
| (22433) 1996 GC2                                  | 9 avril 1996      |
| (23521) 1992 US1                                  | 21 octobre 1992   |
| (24703) 1991 PA                                   | 3 août 1991       |
| (24717) 1991 SA                                   | 16 septembre 1991 |
| (24729) 1991 VE3                                  | 13 novembre 1991  |
| (24730) 1991 VM5                                  | 5 novembre 1991   |
| (26114) 1991 QG                                   | 31 août 1991      |
| (26125) 1992 RG                                   | 3 septembre 1992  |
| (26155) 1994 VL7                                  | 8 novembre 1994   |
| (26161) 1995 BY2                                  | 27 janvier 1995   |
| (26844) 1991 VA4                                  | 12 novembre 1991  |
| (27825) 1993 VP                                   | 9 novembre 1993   |
| (27829) 1994 BM4                                  | 21 janvier 1994   |
| (27851) 1994 VG2                                  | 8 novembre 1994   |
| (29310) 1993 VA5                                  | 15 novembre 1993  |
| (32910) 1994 TE15                                 | 13 octobre 1994   |
| (39562) 1992 QK                                   | 25 août 1992      |
| (42496) 1991 XB1                                  | 13 décembre 1991  |
| (43875) 1994 WT3                                  | 24 novembre 1994  |
| (48525) 1993 GB                                   | 14 avril 1993     |
| (65764) 1994 TH15                                 | 13 octobre 1994   |
| (73689) 1991 FK[1]                                | 17 mars 1991      |
| Co-découvertes faites avec : 1. avec O. Muramatsu |                   |